# Vonick Laubreton
Yves, dit Vonick Laubreton,  est un peintre français. Il a fait ses études aux Beaux-arts de Toulon. Avec ses professeurs, Eugène Baboulène et Henri Pertus, une vraie amitié se noue. Il expose avec eux dès les années 50 à Toulon et participe aux activités du groupe 50.
Son travail subit l'influence de ses différents lieux de vie : Provence, Vendée, Congo, Grèce, Caraïbes.
Son œuvre est actuellement figurative et comporte de nombreux paysages « artificiels », peints en atelier et recomposés après des études et croquis sur le terrain. Les thèmes avec personnages font aussi partie des sujets principaux, scènes de vie ou formes de récits, comme la toile primée par l'Académie des beaux-arts, intitulée La Lecture.

## Récompense nationale
Il reçoit le 16 novembre 2011, sous la coupole de l'institut de France, à Paris, le premier prix de peinture de l'Académie des beaux-arts.

## Œuvres dans les collections publiques
- Musée de Toulon, achat des « amis du musée de Toulon »
- Freie Akademie, Mannheim, Allemagne[6].

## Expositions
- Musée Granet à Aix-en-Provence, 1976[7]
- Musée des Beaux-arts de La Roche-sur-Yon, 1982[8]
- Musée des Beaux-arts de Nantes, 1985[9]
- château de Wehr, Allemagne[10],[11]
- Expositions en Provence[12],[13]
- Villa Tamaris, centre d'art, La Seyne-sur-Mer[14],[15],[16]
- Espace Écureuil, Marseille, 2000[17],[18]
- Galerie Sordini, Marseille, de 1972 à 2013: en permanence (expositions personnelles)[19],[20]

## Livres
- Monographie Vonick Laubreton aux éditions Lelivredart, 2018.